# Ağaçbeyli, Sivaslı
Ağaçbeyli là một xã thuộc huyện Sivaslı, tỉnh Uşak, Thổ Nhĩ Kỳ. Dân số thời điểm năm 2010 là 1124 người.